# You Have to Burn the Rope
Vous lisez un « bon article » labellisé en 2009.
You Have to Burn the Rope (littéralement « Tu dois/Vous devez brûler la corde »), parfois abrégé YHTBTR, est un jeu vidéo Flash publié sur Internet en mars 2008. Il a été imaginé et développé par un étudiant suédois de 21 ans, Kian Bashiri, sous le pseudonyme de Mazapán. La musique a été composée par Henrik Nåmark.
Il s’agit d’un jeu de plates-formes simpliste, qui peut être fini en moins d’une minute. Le joueur contrôle un personnage en vue de côté, et doit traverser un niveau et battre un boss. Les solutions sont données par des indices affichés à l’écran et le joueur est confronté à des faux choix sans influence sur l’issue du jeu.
Sous-titré « Les jeux vidéo sur ordinateur deviennent si difficiles de nos jours… » (« Computer games are getting so hard these days… »), il se veut une satire de certains jeux vidéo de son époque.
Le jeu devient un mème internet, engendrant un million de visites en deux mois. Il reçoit des appréciations positives de la presse spécialisée, qui salue l’audace du design. Le jeu est finaliste de l’édition 2009 de l’Independent Games Festival dans la catégorie Innovation.

## Système de jeu
You Have to Burn the Rope est un jeu de plates-formes simpliste, où le joueur contrôle un personnage au clavier en vue de côté. Il peut le faire se déplacer à gauche, à droite, sauter et lancer des haches. Le jeu consiste en un niveau très court, où le joueur guide le personnage le long d’un tunnel sans dangers. Des textes sont affichés à l’écran, qui expliquent comment finir le jeu. Le tunnel donne sur une large pièce, avec des escaliers de chaque côté, et un lustre pendu au plafond. La pièce est occupée par un boss, le Grinning Colossus (littéralement le « Colosse souriant »). Le joueur peut lancer des haches sur le boss, diminuant sa barre de vie, mais celle-ci se régénère trop vite pour le vaincre de cette façon. Le personnage ne meurt pas s’il est touché par le boss. En montant les escaliers, le personnage saisit automatiquement une des torches fixées au mur. Pour gagner, le joueur doit s’en servir pour brûler la corde qui retient le lustre. L’objet tombe alors sur le boss et le tue. Le jeu peut être terminé en moins d’une minute.
Le jeu terminé, le générique de fin défile. Il est accompagné d’une chanson intitulée Now You're a Hero (littéralement « Vous êtes maintenant un héros »). D’une durée de 2 minutes et 13 secondes, elle relate les événements du jeu.

## Développement
You Have to Burn the Rope est l’œuvre de Kian Bashiri. Bashiri découvre le monde de la programmation en 1999 avec Macromedia Flash 4. Après plusieurs années, il réalise qu’il souhaite en faire son métier et intègre la School of Future Entertainment de Karlshamn en Suède.

« C’est une blague (parodie est sans doute un meilleur terme), qui est partie d’une idée vraiment stupide. »

— Kian Bashiri

Le protagoniste du jeu.

L’idée du jeu en tête, Bashiri pense qu’il n’en a que pour quelques heures pour le réaliser, n’ayant qu’à modifier son moteur de jeu de plates-formes. Le développement dure finalement beaucoup plus longtemps. Henrik Nåmark a déclaré que les deux auteurs ont passé une dizaine d’heures à réfléchir sur diverses façons d’afficher les indices à l’écran,.
Bashiri souhaite un style rétro, et élabore un design des personnages quelconque. Il explique leur simplicité par ses propres compétences en graphisme et par la difficulté à les animer. Le boss est ainsi un carré et le héros un cercle. Il programme le jeu avec Adobe Flash 9 et FlashDevelop, réalise les sprites sous Microsoft Paint, la tile map sous Mappy Editor et les bruitages avec Sfxr.
Bashiri présente une maquette du jeu à son ami Henrik Nåmark, qui est ébahi par le concept. Les deux auteurs travaillent en étroite collaboration, Bashiri ayant quelques idées pour la musique de fond du jeu. Nåmark compose quatre morceaux à l’aide du logiciel Reason. Cave est le thème joué dans le tunnel. Lethal intro devait précéder le combat, mais Nåmark décide de ne pas l’utiliser. Busta Buss est joué dans la pièce du boss. La chanson Now You're a Hero est interprétée pendant le générique de fin. Il s’agit d’un hommage à Still Alive, la chanson de fin de Portal composée par Jonathan Coulton. Elle est publiée sous licence Creative Commons pour un usage non commercial,,. Bashiri juge que le jeu n’aurait pas connu un tel succès sans cette chanson,.
Le résultat est un fichier de 5 Mo, publié fin mars 2008. Bashiri sort en même temps un walkthrough vidéo d’une durée d’une minute et un manuel.
Bashiri a déclaré que You Have to Burn the Rope porte sur le fait que « les jeux sont faciles et remplis de clichés ». Il a aussi indiqué que des lecteurs l’ont au contraire perçu comme une critique des jeux trop difficiles, et que cette interprétation est également valable. Le propos du jeu est aussi « l’interactivité limitée voire non existante ». En ce sens, l’armement inutile du personnage et l’alternative entre les deux escaliers sont des « faux choix, donnant l’illusion de l’interactivité ».
A posteriori, Bashiri trouve son œuvre « vague et imprécise » et estime qu’il aurait dû davantage se concentrer sur le jeu lui-même et non développer différents compléments (manuel, walkthrough). Si c’était à refaire, « il ajouterait une façon de mourir. S’il y avait une issue variable, ce serait davantage un jeu, et le sujet plus important de l’interactivité et des faux choix aurait été plus évident. »

## Accueil
You Have to Burn the Rope atteint le million de visites moins de trois mois après sa sortie, et dépasse les trois millions un an plus tard,.
Il reçoit des critiques positives des médias spécialisés. Steve Watts de 1UP.com parle d’un « design minimaliste, d’un gameplay court et d’une musique de fin kitsch et entraînante ». Pour Griffin McElroy de Joystiq, le jeu propose « un character design sensationnel, un gameplay addictif, une bande-son désarmante », et est « une palette d’excellence en écriture, programmation et design ». Dan Hopper de Best Week Ever a déclaré que « You Have to Burn the Rope est de loin le plus grand jeu en ligne auquel il ait joué ».
Gamasutra le place dans son top cinq des meilleurs jeux indépendants de l’année 2008, affirmant que le jeu est un « impertinent coup sur le nez pour les jeux en tant que médium ». Le jeu figure à la huitième place du classement des meilleurs gratuiciels d’arcade de l’année 2008 par IndieGames.com, qui souligne la qualité des bruitages et du pixel art. Erwan Cario de Écrans.fr le sélectionne meilleur jeu de plates-formes dans son top 10 des petits jeux de l’année 2008, soulignant l’importance du générique de fin. Le New York Daily News lui décerne une « mention honorable » dans son top 10 des jeux vidéo de 2008, affirmant que le jeu parvient à être à la fois « un commentaire sur les jeux vidéo modernes, un hommage aux grands classiques, une critique des joueurs et une plaisanterie désopilante ».
Le jeu est finaliste de l’Independent Games Festival 2009 dans la catégorie Innovation.

## Héritage

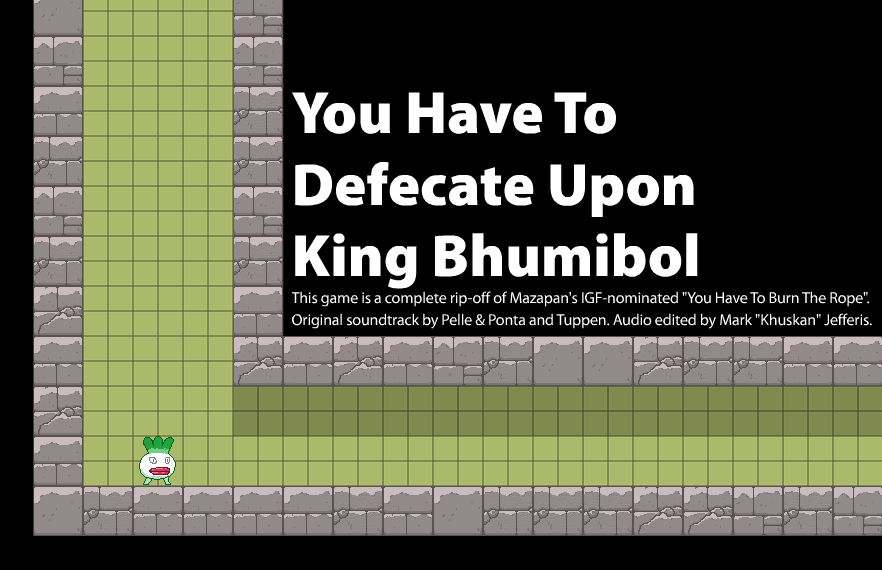
Marcus Richert s’est inspiré de You Have to Burn the Rope pour créer la satire politique You Have To Defecate Upon King Bhumibol.

De nombreuses solutions complètes et speedruns ont été réalisés sur You Have to Burn the Rope, ainsi que des productions de fans comme une nouvelle et une bande dessinée.
Marcus Richert, de Raitendo, développeur indépendant suédois, a copié le design de You Have to Burn the Rope pour créer You Have To Defecate Upon King Bhumibol (littéralement « Vous devez déféquer sur le roi Bhumibol »). Il s’agit d’une satire politique protestant contre l’incarcération de Harry Nicolaides (en), condamné pour crime de lèse-majesté sur le roi de Thaïlande Bhumibol,.
Bashiri a déclaré ne pas avoir l’intention de travailler sur des projets en lien avec You Have to Burn the Rope, en dépit de nombreuses demandes. 
Depuis, il a notamment réalisé Metro Rules of Conduct, un jeu fondé sur les interactions sociales dans le métro de Stockholm. Le but est de fixer des yeux les vêtements ou les accessoires des passagers, mais sans jamais croiser leur regard. Le jeu a attiré l’attention de la communauté du jeu vidéo indépendant, et a été candidat à la compétition étudiante de l’Independent Games Festival 2009,.